# Trachyderomorpha notabilis
Trachyderomorpha notabilis là một loài bọ cánh cứng trong họ Cerambycidae.